# Fulgencio González Gómez
Fulgencio González Gómez est un militaire républicain de la guerre d'Espagne.

## Biographie
Fulgencio González Gómez étudie à l'Académie d'infanterie de Tolède (es), dont il sort avec le grade de sous-lieutenant en 1921. En juillet 1936, il est capitaine au 15e régiment d'infanterie, basé à Tarragone. 
Lors de déclenchement de la guerre civile espagnole, il reste fidèle à la deuxième république, et rejoint l'armée populaire de la République. Au printemps 1937, il devient commandant de le 49e brigade mixte et participe avec elle à la bataille de Brunete. Il est ensuite transféré à la tête de la 67e division républicaine (es). Il la dirige pendant les combats sur les offensives d'Estrémadure et du Levant, et reçoit le grade de commandant d'infanterie. 
A la fin de la guerre, le conseil national de défense le place à la tête du XIII corps d'armée républicain (es), le 14 mars 1939.

## Source
- (es) Cet article est partiellement ou en totalité issu de l’article de Wikipédia en espagnol intitulé « Fulgencio González Gómez » (voir la liste des auteurs).